# Volker Hage

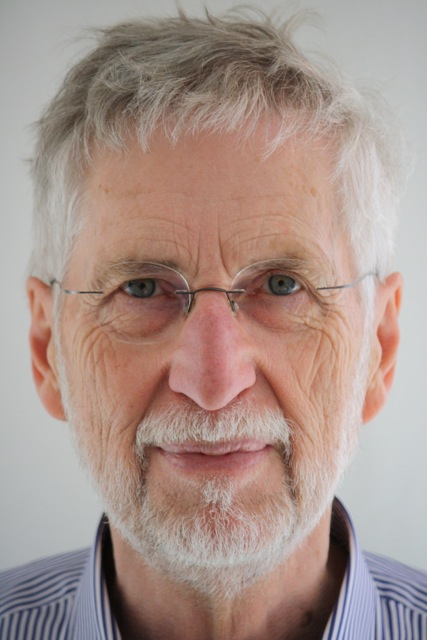
Volker Hage (2015)

Volker Hage (* 9. September 1949 in Hamburg) ist ein deutscher Journalist, Literaturkritiker und Schriftsteller.

## Leben
Volker Hage studierte in Hamburg und München Germanistik, Philosophie und Soziologie; er promovierte 1983 mit einer Arbeit über Collagen in der deutschen Literatur. In seiner Studentenzeit schrieb er als freier Mitarbeiter Rezensionen für die Frankfurter Rundschau, die Frankfurter Hefte und die Zeit. Seine Tätigkeit als Redakteur begann er 1975, im Alter von 25, bei der Frankfurter Allgemeinen Zeitung, wo er zunächst im Literaturblatt, später im FAZ-Magazin arbeitete; von 1986 bis 1992 war Hage leitender Literaturredakteur der Zeit; von 1992 bis 2014 arbeitete er als Literaturkritiker und Kulturredakteur beim Spiegel. Er ist Begründer des Periodikums Deutsche Literatur bei Reclam (18 Jahresbände, publiziert 1982–1999) und Herausgeber diverser Anthologien.
Von 1988 bis 1994 war Hage Mitglied der Jury des Ingeborg-Bachmann-Preises; 2005 und 2006 wurde er in die Jury des Deutschen Buchpreises berufen. Er war als Gastprofessor an deutschen und amerikanischen Universitäten tätig und publizierte 2009 einen Theorieband zur Literaturkritik, dessen Titel Kritik für Leser er als Maxime für seine Haltung als Literaturkritiker versteht. Marcel Reich-Ranicki urteilte über den Stil seines Kritikerkollegen, Hages Buchbesprechungen hätten einen großen Vorzug: „Man weiß immer genau, was er sagen will.“ In einer Würdigung zum 70. Geburtstag wurde Hage vom NDR als „Grandseigneur der Literatur“ bezeichnet.
Für den Spiegel schrieb er Titelgeschichten über Friedrich Schiller, Franz Kafka, Thomas Mann, Günter Grass und Marcel Reich-Ranicki, außerdem veröffentlichte Volker Hage Bücher zur deutschen Gegenwartsliteratur und biographische Werke (über Max Frisch, Walter Kempowski, John Updike und Philip Roth). Er hat wesentlich zur Wiederentdeckung des deutschen Schriftstellers Gert Ledig im Zuge der von W. G. Sebald ausgelösten Debatte um die literarische Verarbeitung des Luftkriegs und der Bombardierung deutscher Städte im Zweiten Weltkrieg beigetragen (das gilt insbesondere für Ledigs zweiten Roman Vergeltung). In seinem Buch Zeugen der Zerstörung (2003) hat er auf Sebalds These geantwortet, die deutsche Literatur habe das Thema des Bombenkriegs nicht ausreichend behandelt: „Die Lücke, die nicht nur von Sebald empfunden worden ist, war und ist weniger eine der Produktion als der Rezeption.“ Der Literaturwissenschaftler Gerhard Sauder schrieb, es sei kaum übertrieben, Hage „den Erfinder der Debatte um Luftkrieg und Literatur zu nennen“. Der damalige Spiegel-Redakteur habe „bald nach den Poetik-Vorlesungen Sebalds Ende 1997“ auf die Brisanz des Themas hingewiesen. Bei Wallstein erschienen zwei Bände mit insgesamt 42 Schriftstellerporträts (2019 und 2022).
Nach Ende von Hages Tätigkeit als Redakteur erschien 2015 im Luchterhand Literaturverlag das späte Romandebüt Die freie Liebe, „eine klassische Dreiecksgeschichte im Gewand einer neuen Weltanschauung“, wie Rudolf von Bitter vom Bayerischen Fernsehen formulierte. Während Moritz Baßler in der taz kritisierte, dass das Obsessive im Roman „literarisch keine Gestalt“ gewinne, schrieb Julia Encke in der FAS von einer „in zurückgenommenem, gar nicht auftrumpfenden Ton erzählte Chronik einer Intimität, die in eine politische Zeit fällt“, und Helga Arend urteilte auf literaturkritik.de: „Der Kritiker Volker Hage singt nicht nur in seinen journalistischen Texten einen Hochgesang auf die Ästhetik, sondern auch sein erster Roman lässt sich so lesen.“ 2018 erschien, ebenfalls bei Luchterhand, Hages zweiter Roman Des Lebens fünfter Akt, eine Romanbiografie über die letzten Lebensjahre des Schriftstellers Arthur Schnitzler. Im österreichischen Kurier schrieb Peter Pisa darüber: „Noch nie war Schnitzler seinen Lesern so nah wie in Des Lebens fünfter Akt.“ Im SWR, wo der Roman als „Buch der Woche“ vorgestellt und ein Gespräch mit Hage gesendet wurde, hieß es, es würden sich „gleichsam journalistische und literarische Fähigkeiten des Autors“ verbinden.

## Werke (Auswahl)

### Romane
- Die freie Liebe. Luchterhand, München 2015, ISBN 978-3-630-87468-5; btb, München 2017, ISBN 978-3-442-71457-5.
- Des Lebens fünfter Akt. Luchterhand, München 2018, ISBN 978-3-630-87592-7; btb, München 2021, ISBN 978-3-442-77044-1.

### Sachbücher
- Die Wiederkehr des Erzählers. Neue deutsche Literatur der siebziger Jahre. Ullstein, Berlin 1982, ISBN 3-548-34083-0.
- Max Frisch. Rowohlt, Reinbek 1983 (Rowohlts Monographien 321), ISBN 3-499-50321-2; Neuausgabe 2011, ISBN 978-3-499-50719-9 (rm 50719).
- Collagen in der deutschen Literatur. Zur Praxis und Theorie eines Schreibverfahrens. Peter Lang, Frankfurt 1984, ISBN 3-8204-7973-2.
- Alles erfunden. Porträts deutscher und amerikanischer Autoren. Rowohlt, Reinbek 1988, ISBN 3-498-02888-X; Deutscher Taschenbuch Verlag, München 1995 (ergänzte und aktualisierte Neuausgabe), ISBN 3-423-19032-9.
- Schriftproben. Zur deutschen Literatur der achtziger Jahre. Rowohlt Taschenbuch Verlag, Reinbek 1990, ISBN 3-499-18776-0.
- Eine Liebe fürs Leben. Thomas Mann und Travemünde. Christians, Hamburg 1993, ISBN 3-7672-1172-6; S. Fischer, Frankfurt 2002 (Neuausgabe), ISBN 3-10-028900-5.
- Marcel Reich-Ranicki. Kiepenheuer und Witsch, Köln 1995, ISBN 3-462-02365-9 (gemeinsam mit Mathias Schreiber); dtv, München 1997, ISBN 3-423-12426-1.
- Auf den Spuren der Dichtung. Reisen zu berühmten Schauplätzen der Literatur. Verlag btb, München 1997, ISBN 3-442-75005-9; btb/Goldmann, München 1999, ISBN 3-442-72224-1.
- Propheten im eigenen Land. Auf der Suche nach der deutschen Literatur. Deutscher Taschenbuchverlag, München 1999, ISBN 3-423-12692-2.
- Zeugen der Zerstörung. Die Literaten und der Luftkrieg. S. Fischer, Frankfurt am Main 2003, ISBN 3-10-028901-3.
- John Updike. Eine Biographie. Rowohlt, Reinbek 2007, ISBN 3-498-02989-4; Rowohlts Monographien, Reinbek 2013 (aktualisierte Ausgabe), ISBN 978-3-499-50700-7.
- Letzte Tänze, erste Schritte. Deutsche Literatur der Gegenwart. Deutsche Verlagsanstalt, München 2007, ISBN 3-421-04285-3; btb, München 2010 (aktualisierte Ausgabe), ISBN 978-3-442-73919-6.
- Philip Roth. Bücher und Begegnungen. Hanser, München 2008, ISBN 3-446-23016-5.
- Schiller. Vom Feuerkopf zum Klassiker. btb, München 2009, ISBN 3-442-74009-6.
- Walter Kempowski. Bücher und Begegnungen. Knaus, München 2009, ISBN 978-3-8135-0337-1; btb, München 2011, ISBN 978-3-442-74228-8.
- Kritik für Leser. Vom Schreiben über Literatur. Suhrkamp, Berlin 2009, ISBN 978-3-518-46107-5.
- Max Frisch. Sein Leben in Bildern und Texten, Suhrkamp, Berlin 2011, ISBN 978-3-518-42212-0.
- Schriftstellerporträts. Wallstein, Göttingen 2019, ISBN 978-3-8353-3557-8; btb, München 2022, ISBN 978-3-442-77095-3.
- Was wir euch erzählen, Schriftstellerporträts. Wallstein, Göttingen 2022, ISBN 978-3-8353-5177-6.

### Herausgeber (Auswahl)
- Lyrik für Leser. Deutsche Gedichte der siebziger Jahre. Reclam, Stuttgart 1980 (Universal-Bibliothek Nr. 9976), ISBN 3-15-009976-5.
- Literarische Collagen. Texte, Quellen, Theorie. Reclam, Stuttgart 1981 (Universal-Bibliothek Nr. 7695), ISBN 3-15-007695-1.
- Michael Schwarze: Weihnachten ohne Fernsehen. Kulturpolitische Essays, Glossen, Porträts. Suhrkamp, Frankfurt 1984, ISBN 3-518-37643-8.
- Italien. Land ohne Ende. Hirmer, München 1986 (gemeinsam mit Thomas Schröder), ISBN 3-7774-4120-1.
- Gerold Späth: Commedia. Auswahl. Reclam, Stuttgart 1989 (Universal-Bibliothek 8245), ISBN 3-15-008621-3.
- Botho Strauß: Über Liebe. Geschichten und Bruchstücke. Reclam. Stuttgart 1984 (Universal-Bibliothek 8621), ISBN 3-15-008621-3.
- Botho Strauß: Gedankenfluchten. Bibliothek Suhrkamp, Frankfurt 1999 (gemeinsam mit Barbara Hoffmeister), ISBN 3-518-22326-7.
- Golo Mann/Marcel Reich-Ranicki: Enthusiasten der Literatur. Briefwechsel, Aufsätze und Portraits. S. Fischer, Frankfurt 2000, ISBN 3-10-062813-6.
- Andere Liebesgeschichten. Deutsche Erzählungen aus zwei Jahrzehnten. btb, München 2000, ISBN 3-442-72610-7.
- Dieter Forte: Schreiben oder sprechen. S. Fischer, Frankfurt 2002, ISBN 3-10-021113-8.
- Hamburg 1943. Literarische Zeugnisse zum Feuersturm. Fischer Taschenbuch Verlag, Frankfurt 2003, ISBN 3-596-16036-7.
- Marcel Reich-Ranicki: Mein Leben. Auswahlband für die Schule. Deutscher Taschenbuch Verlag, München 2005, ISBN 3-423-13327-9.
- Günther Anders: Tagesnotizen. Aufzeichnungen 1941–1979. Bibliothek Suhrkamp, Frankfurt 2006, ISBN 3-518-22405-0.
- Max Frisch: Amerika! Insel, Berlin 2011, ISBN 978-3-458-74940-0.

### Hörbücher
- Eine Liebe fürs Leben. Thomas Mann und Travemünde. Gelesen vom Autor und von Hans-Peter Hallwachs. Hörbuch Hamburg, Hamburg 2003, ISBN 3-89903-105-9.
- Friedrich Schiller. Der Atem der Freiheit. Gelesen von Heikko Deutschmann, August Diehl, Ulrike Grote u. a. Hörbuch Hamburg, Hamburg 2005, ISBN 3-89903-209-8.
- Letzte Tänze, erste Schritte. Deutsche Literatur der Gegenwart. Lesung Michael Prelle. DAV, Berlin 2007, ISBN 978-3-89813-692-1.

### Aufsätze (Auswahl)
- Über das Entstehen der Bücher beim Schreiben oder: Der authentische Ich-Erzähler. In: Akzente 5/1974, S. 453–468.
- Vom Einsatz und Rückzug des fiktiven Ich-Erzählers. „Doktor Faustus“ – ein moderner Roman? In: Text+Kritik, Sonderband, München 1976, S. 88–98.
- Episches Lebensgefühl. Peter Handkes Notatbücher. In: Paul Michael Lützeler (Hrsg.): Spätmoderne und Postmoderne. Fischer Taschenbuchverlag, Frankfurt 1991, ISBN 3-596-10957-4, S. 117–130; handkeonline.onb.ac.at (PDF) abgerufen am 13. Oktober 2019.
- Mit „Don Quijote“ nach Amerika. Über Thomas Manns ‚Seitensprung‘ im Jahre 1934. Klostermann, Frankfurt 1998, S. 53–66 (Thomas Mann Jahrbuch, Band 10).
- Hamburg. In: Auswärtiges Amt (Hrsg.): Deutschland entdecken. Frankfurt a. M. 2005. S. 42–48.
- Der Dichter unserer Zukunft. In: Der Spiegel. Nr. 40, 2014, S. 5, 117–124 (online – Titelgeschichte, Hausmitteilung, über Kafka und die Biografie von Reiner Stach).
- Einer wie alle, keiner wie er. In: Der Spiegel. Nr. 17, 2015, S. 107–118 (online – Nachruf auf Günter Grass).
- Warum habt ihr nicht gefragt? Tagebuchaufzeichnungen über meine Gespräche mit Marcel Reich-Ranicki. In: Frankfurter Allgemeine, 30. Mai 2020, S. 20
- Mein Sommer mit Kennedy. In: Merkur, Heft 888, Mai 2023, S. 74–81
- Als Hamburg gebrannt hat. Die „Operation Gomorrha“ und die Schriftsteller. In: Ulrich Lamparter u. a. (Hrsg.): Hamburg im Feuersturm, Junius Verlag, Hamburg 2023, ISBN 978-3-96060569-0, S. 147–150.